# دانشگاه چونگ آنگ
دانشگاه چونگ آنگ (انگلیسی: Chung Ang University; CAU; کره‌ای: 중앙대학교; هانجا: 中央大學校; لاتین‌نویسی اصلاح‌شده: Jungang Daehakgyo) یک دانشگاه خصوصی پژوهشی در سئول، کره جنوبی است. دانشگاه چونگ آنگ به‌طور گسترده به عنوان یکی از بهترین دانشگاه‌های کره جنوبی در نظر گرفته می‌شود. این دانشگاه دارای دو پردیس است: پردیس اصلی واقع شده در ناحیه دونگجاک، سئول، و پردیس فرعی در آنسونگ، استان گیونگ‌گی.